# 1991 GW
1991 GW är en asteroid i huvudbältet som upptäcktes den 3 april 1991 av den japanska astronomen Nobuhiro Kawasato i Uenohara.
Asteroiden har en diameter på ungefär 7 kilometer.